# ذي فلواسيست
ناتالي «ذا فلواسيست» ستيوارت (بالإنجليزية: Natalie "The Floacist" Stewart)‏ هي مغنية وكاتبة أغاني إنجليزية وفنانة كلمات منطوقة وشاعرة وممثلة. ولدت في 13 فبراير 1979 في لندن، المملكة المتحدة. ولدت في ألمانيا وترعرعت في لندن، وأدّت العديد من مسابقات الغناء والرقص عندما كانت طفلة، واشتهرت في أوائل العقد الأول من القرن العشرين كجزء من آر آند بي للبنات الثنائي المعاصر.

## روابط خارجية
- ذي فلواسيست على موقع IMDb (الإنجليزية)
- ذي فلواسيست على موقع ميوزك برينز (الإنجليزية)
- ذي فلواسيست على موقع ميوزك برينز (الإنجليزية)
- ذي فلواسيست على موقع أول ميوزيك (الإنجليزية)
- ذي فلواسيست على موقع ديسكوغز (الإنجليزية)
- ذي فلواسيست على موقع ديسكوغز (الإنجليزية)